# Tazemmourt
Tazemmourt (en àrab تزمورت, Tazammūrt; en amazic ⵜⴰⵣⵎⵓⵔⵜ) és una comuna rural de la província de Taroudant, a la regió de Souss-Massa, al Marroc. Segons el cens de 2014 tenia una població total de 6.073 persones.